# Ha Han-Sol
Ha Han-Sol (en coreano: 하한솔; 24 de noviembre de 1993) es un deportista surcoreano que compite en esgrima, especialista en la modalidad de sable. Ganó dos medallas en el Campeonato Mundial de Esgrima, oro en 2019 y plata en 2023.

## Palmarés internacional
| Campeonato Mundial | Campeonato Mundial | Campeonato Mundial | Campeonato Mundial |
| Año                | Lugar              | Medalla            | Prueba             |
| ------------------ | ------------------ | ------------------ | ------------------ |
| 2019               | Budapest (Hungría) | Medalla de oro     | Sable por equipos  |
| 2023               | Milán (Italia)     | Medalla de plata   | Sable por equipos  |